# Igor Lazić
Igor Lazić (Szarajevó, Jugoszlávia, 1967. augusztus 8. –) bosnyák labdarúgó-középpályás.